# Юдита Вайчюнайте
Юдита Вайчюнайте (на литовски: Judita Vaičiūnaitė) е литовска поетеса и преводачка от втората половина на XX век. Автор на пиеси и приказки за деца.

## Биография
Родена е 12 юли 1937 г. в Каунас, Литва. Дъщеря е на психиатъра и невропатолог Викторас Вайчюнаса и е племенница на поета Петрас Вайчюнаса. През 1959 г. завършва Историко-филологическия факултет на Вилнюския държавен университет, където учи литовски език и литература. В същото време учи и в музикалното училище. Съучениците ѝ Аушра Слуцкайте и Томас Венцлова оказват влияние върху формирането на творчеството на поетесата.
Работила е в редакциите на седмичния вестник на Литовския съюз на писателите „Литература и изкуство“ (1962 – 1966), както и в седмичници „Калба Вилнюс“ и „Науясис деновидис“.
През 1956 г. публикува първите си стихотворения. Първата ѝ книга е спряна от цензурата. Втората ѝ книга Pavasario akvarelės е издадена през 1960 г. Детската пиеса Skersgatvio pasaka е поставена на сцената на Вилнюския младежки театър през 1972 г., а пиесата Apsiaustas – в Каунаския драматичен театър (1972). По-късно в нейни пиеси се играят в различни театри в Литва. През 1996 г. е публикувана детската книга Vaikystės veidrody.
Превежда на литовски стихотворения на Анна Ахматова, публикувани в сборника със стихотворения на Ахматова на литовски език през 1964 г., както и в периодичния печат на стихотворения от Олга Берхолц (1979). Неин е и преводът на поезията в литовския превод на „Алиса в Огледалния свят“ от Луис Карол (1965).
Нейни стихотворения са публикувани на английски, латвийски, норвежки и руски език.
Умира на 11 февруари 2001 г. във Вилнюс, Литва.

## Творчество
- Pavasario akvarelės: eilėraščiai. Vilnius: Valstybinė grožinės literatūros leidykla, 1960.
- Kaip žalias vynas: eilėraščiai. Vilnius: Valstybinė grožinės literatūros leidykla, 1962.
- Per saulėtą gaublį: eilėraščiai. Vilnius: Vaga, 1964.
- Vėtrungės: eilėraščiai. Vilnius: Vaga, 1966.
- Po šiaurės herbais: eilėraščiai. Vilnius: Vaga, 1968.
- Spalvoti piešiniai: eilėraštukai. Vilnius: Vaga, 1971.
- Pakartojimai: eilėraščiai. Vilnius: Vaga, 1971.
- Klajoklė saulė: eilėraščiai. Vilnius: Vaga, 1974.
- Balkonas penktame aukšte: eilėraščiai jaunesniam mokykliniam amžiui. Vilnius: Vaga, 1975.
- Neužmirštuolių mėnesį: eilėraščiai. Vilnius: Vaga, 1977.
- Mėnulio gėlė: vienaveiksmės pjesės – pasakos jaunesniam mokykliniam amžiui. Vilnius: Vaga, 1979.
- Šaligatvio pienės: eilėraščiai. Vilnius: Vaga, 1980.
- Pavasario fleita: pjesės. Vilnius: Vaga, 1980.
- Karuselės elnias: eilėraščiai. Vilnius: Vaga, 1981.
- Smuikas: eilėraščiai. Vilnius: Vaga, 1984.
- Nemigos aitvaras: eilėraščiai. Vilnius: Vaga, 1985.
- Žiemos lietus: eilėraščiai. Vilnius: Vaga, 1987.
- Šešėlių laikrodis: eilėraščiai. Vilnius: Vaga, 1990.
- Gatvės laivas: eilėraščiai. Vilnius: Vyturys, 1991.
- Pilkas šiaurės namas: eilėraščiai. Vilnius: Viltis, 1994.
- Žemynos vainikai: eilėraščiai. Vilnius: Lietuvos rašytojų sąjungos leidykla, 1995.
- Vaikystės veidrody: eilėraščiai. Vilnius: Baltos lankos, 1996.
- Kai skleidžiasi papirusas: orientalistiniai eilėraščiai. Kaunas: Orientas, 1997.
- Sus. Vilnius: Vaga, 1998.
- Skersgatvių šešėliais aš ateisiu: eilėraščiai. Vilnius: Žuvėdra, 2000.
- Debesų arka: 1998 – 2000 metų eilėraščiai. Vilnius, Lietuvos rašytojų sąjungos leidykla, 2000.
- Raštai. Vilnius: Gimtasis žodis, 2005.
- Aitvaras: eilėraščių rinktinė. Vilnius: Alma littera, 2005.
- Лунный цветок: Одноактные пьесы-сказки. Для мл. школ. возраста. 93 с. Вильнюс: Вага, 1979
- Одуванчики на тротуаре: Стихи. Вильнюс: Вага, 1980. 126 с.
- Змей бессонницы: Стихи. Худож. Р. Гибавичюс. Вильнюс: Вага, 1985. 415 с.
- Зимний дождь: Стихи. Худож. Р. Гибавичюс. Вильнюс: Вага, 1987. 148 с.
- В месяц незабудок: Стихи. Пер. с литов. Л. Сушковой; худож. Р. Гибавичюс. Москва: Советский писатель, 1987. 159 с.
- Dikt fra Sųvnlųshetens Drake og andre samlinger. Oslo, 1994
- Fire Put Out by Fire: Selected poems of Judita Vaiciunaite in Lithuanian and English. Lewiston, 1996.